# Стерн, Марио Ригони
Марио Ригони Стерн (итал. Mario Rigoni Stern, (1 ноября, 1921 — 16 июня 2008, Азиаго) — итальянский писатель и журналист, участник Второй мировой войны в составе Альпийского корпуса Итальянской армии, лауреат многочисленных литературных премий.

## Биография и творческий путь
Родился в альпийском городке Асиаго, где во время Первой мировой войны происходили жестокие бои. В 1938 году поступил в военную школу альпинизма в Аосте, участник походов в 1940—1941 годов в Греции и Албания, что позже отразил в романе «На высоте Албании» (1967). В 1942 году, возглавляя отряд альпийских стрелков, оказался на советском фронте, в кровопролитных боях на Дону потерял большую часть своих людей, прошёл тяжелое отступление. Белорусские крестьяне спрятали его дома и спасли ему жизнь. 5 мая 1945 года он пешком вернулся домой. В 1953 году Ригони Стерн описал эти события в своём первом и самом знаменитом романе, основанном на записях личного дневника — «Сержант в снегах». Отмеченный премией «Виареджо», он по праву считается одной из лучших итальянских книг о войне. Потом почти 10 лет Ригони Стерн ничего не писал. В 1962 году вновь начинает творить и издаёт книгу «Глухой лес», о своей родине и людях, там проживавших.
В 1978 году издаёт роман «История Тёнле» — об обычном человеке, в жизнь которого вторглись события Первой мировой войны. Темы двух войн никогда не покидала писателя — основываясь на семейных преданиях и собственных воспоминаниях, Стерн написал сборник рассказов «Война альпийских стрелков» (1967), романы «Возвращение на Дон» (1973) и «Год победы» (1985). В романе «Время года Джакомо» (1995) рассказывается о людях, ценой бесконечных потерь освободивших Италию от фашистов и немецких оккупантов, а в 1950-тых вынужденных искать лучшей доли в далёких странах. В 2000 году опубликован исторический труд Ригони Стерна «1915-1918: Война на плоскогорьях».
В течение многих лет писатель публикует короткие рассказы на страницах газеты «Стампа» — они вошли в сборник «Волшебный Колобок и другие произведения» (1999), «Далекие зимы» (1999), «Между двух войн и другие истории» (2000). В жанре мини-репортажей о путешествиях написаны «Молодые мудрецы из Коимбры» (Португалия), «На семи озерах короля-глухаря» (Словения), «Феи и яд богемского леса».
Умер 16 июня 2008 года, после продолжительной болезни на 86 году жизни.
Стерн был лауреатом многочисленных литературных премий. О нём в 1999 году был снят документальный фильм «Mario Rigoni Stern».